# Йоганна Борман
Йоганна Борман (або Юана Борманн, 10 вересня 1893, Біркенфельд, Східна Пруссія, Німецька імперія — 13 грудня 1945, Гамельн, Нижня Саксонія, Німеччина) — тюремна наглядачка в кількох нацистських концтаборах (з 1938 року). Страчена 1945 року за воєнні злочини.

## Суд і страта
На суді Борман стверджувала, що приєдналася до Допоміжної СС в 1938 році «щоб заробити більше грошей». Спершу вона служила в концтаборі Ліхтенбург в Саксонії з Джейн Бернігау, старшою наглядачкою («оберауфзеєрін»), та ще 49 іншими жінками з підрозділів СС.
1939 року їй було доручено наглядати над робочою бригадою в новому жіночому таборі Равенсбрюк біля Берліна. У березні 1942 року Борман була однією з кількох жінок, вибраних для охорони в Аушвіці в Польщі. Вона була низького зросту і відома своєю жорстокістю. Жертви називали її «Ласиця» (нім. Wiesel) і «жінка з собаками». У жовтні 1942 року Борман стала наглядачкою («ауфзеєрін»). Вона підпорядковувалася Марії Мандль, Марго Дрекслер та Ірмі Грезе. Йоганну зрештою перевели до Буди, сусіднього додаткового табору, де вона продовжувала знущатися над в'язнями.
1944 року, коли збільшилися німецькі втрати, Борман перевели до допоміжного табору в Гінденбурзі (сьогодні Забже, Польща) у Сілезії. У січні 1945 року вона повернулася до Равенсбрюка. У березні вона прибула на свій останній пост, Берген-Бельзен, поблизу Целле, де вона служила під керівництвом Йозефа Крамера, Ірми Грезе та Елізабет Фолькенрат (усі вони служили разом з нею у Біркенау). 15 квітня 1945 року британська армія зайняла Берген-Бельзен, виявивши там понад 10 тисяч трупів і 60 тисяч тих, хто вижили. Визволителі змусили весь персонал СС носити померлих.

Пізніше військові ув'язнили й допитали Борман. Після того був судовий процес у Бельзені, що тривав із 17 вересня 1945 року до 17 листопада 1945 року. Суд заслухав свідчення про вбивства, які вона вчинила в Аушвіці й Бельзені, іноді спускаючи свого «великого страшного вовкодава» німецьку вівчарку на безпорадних в'язнів. Її визнали винною і повісили (разом із Грезе й Фолькенрат) 13 грудня 1945 року. Її кат, Альберт Пірпойнт, пізніше написав у спогадах: 
|  | Вона покульгала вниз коридором, виглядаючи старою та виснаженою. Їй було 42, зростом трохи більше ніж на п'ять футів. Вона тремтіла, коли її зважували. Німецькою вона сказала: "У мене є свої почуття" |